# Guerra contra o narcotráfico nas Filipinas
A Guerra contra o narcotráfico nas Filipinas refere-se à política antidrogas nas Filipinas iniciada pelo governo filipino sob o presidente Rodrigo Duterte, que tem sido criticado local e internacionalmente pelo número de mortes resultantes das operações policiais e supostas execuções sumárias. De acordo com relatos da polícia, as 3 900 mortes foram operações legais e que todos aqueles que morreram lutaram contra as forças policiais. Mais tarde, revelou-se por grupos de investigação locais e estrangeiros que mais de 14 mil pessoas foram mortas na guerra contra as drogas desde o início até março de 2017. Todas as mortes alegadamente incluíram filipinos que lutaram contra a polícia e possuíam quantidade definida de drogas e armas, incluindo adolescentes. 
Entre junho e dezembro de 2016, essa política resultou em quase 6.000 mortes e mais de 26 000 detenções, o que acentuou a superlotação das prisões. Em janeiro de 2017, as estimativas indicam 2 000 vítimas diretas da polícia (execuções sem julgamento) e pelo menos 5 000 por várias milícias patrocinadas pelo presidente. Para encobrir as centenas de execuções extrajudiciais, a polícia filipina se envolveria, de acordo com a ONG Human Rights Watch, a uma falsificação de evidências em grande escala.
Duterte fez um paralelo ousado entre a sua campanha antidrogas e a política de extermínio dos judeus por Adolf Hitler: "Hitler massacrou 3 milhões de judeus. Agora há aqui 3 milhões de viciados em drogas. Eu gostaria de massacrá-los todos". Ele posteriormente se desculpou por isso, suas palavras provocaram críticas de Israel, dos Estados Unidos e do Congresso Judaico Mundial.
Em fevereiro de 2018, o Tribunal Penal Internacional (TPI) em Haia anunciou um "exame preliminar" dos assassinatos ligados à "guerra às drogas" do governo filipino desde pelo menos 1º de julho de 2016.